# Jeanne Crain
Jeanne Elizabeth Crain (Barstow (Californië), 25 mei 1925 - Santa Barbara (California), 14 december 2003) was een Amerikaans actrice.

## Biografie

### Vroeger leven
Crain werd in Barstow geboren als dochter van leraar George A. Crain en de Ierse Loretta Carr. Als kind verhuisde familie naar Los Angeles, waar Crain een talentvolle ijsschaatser werd. Ze werd voor het eerst opgemerkt toen ze werd uitgeroepen als Miss Pan Pacific bij de Los Angeles Pan-Pacific Auditorium.
Toen Crain nog op de middelbare school werkzaam was, werd haar gevraagd om een screentest te doen voor een film van Orson Welles. Ze kreeg de rol niet, maar iets later, in 1943, kreeg de actrice wel een kleine rol in The Gang's All Here.

### Carrière
Crains rollen werden al snel groter en in 1944 kreeg ze de hoofdrol in In the Meantime, Darling. Echter, haar acteerprestaties werden afgekraakt door de critici. Dit veranderde na haar geprezen verschijning in Winged Victory.
In 1945 schitterde Crain in de films State Fair en Leave Her to Heaven. Na in nog meer films te zien zijn geweest, werd Crain in 1949 genomineerd voor een Academy Award voor Beste Actrice voor haar verschijning in de controversiële film Pinky.
In 1950 was Crain tegenover Clifton Webb en Myrna Loy te zien in Cheaper by the Dozen. Vervolgens vormde ze een koppel met Cary Grant voor de film People Will Talk (1951).
Toen Crain nog bij Fox werkte, gaf ze de prestatie van een jonge vrouw die doordraait in Dangerous Crossing. Daarna was ze in een reeks films te zien voor Universal Pictures. Voor Universal was ze naast memorabele acteurs te zien, waaronder Kirk Douglas.
In 1955 liet de actrice haar talenten als danseres zien voor Gentlemen Marry Brunettes, waarin ze naast Jane Russell, Alan Young en Rudy Vallee te zien is. Hierna was ze tot de jaren '60 nog in een aantal films te zien. Vanaf de jaren 60 begon de actrice haar pensioen te plannen, waardoor ze in minder films verscheen. Haar laatste filmrol was in 1972.

### Persoonlijk leven
Tegen de zin van haar moeder in trouwde Crain op 31 december 1946 met RKO Studios-contractspeler Paul Brinkman. De eerste van hun zeven kinderen werd in april 1947 geboren. In de jaren 50 vroeg Crain een scheiding aan, toen het koppel beiden van elkaar vertelden dat ze ontrouw waren. Daarnaast zei Crain dat Brinkman agressief was. Echter, het koppel herenigde op de dag dat ze elf jaar getrouwd waren.
Omdat ze allebei rooms-katholiek waren, scheidden ze niet, maar leefden ze wel apart, tot Brinkmans dood in oktober 2003. Crain overleed een aantal maanden later aan een hartaanval.

## Filmografie
- 1943:The Gang's All Here - Meisje op zwemfeest
- 1944:Home in Indiana - 'Char' Bruce
- 1944:In the Meantime, Darling - Margaret 'Maggie' Preston
- 1944:Winged Victory - Helen
- 1945:State Fair - Margy Frake
- 1945:Leave Her to Heaven - Ruth Berent
- 1946:Centennial Summer - Julia Rogers
- 1946:Margie - Marjorie 'Margie' MacDuff
- 1948:You Were Meant for Me - Peggy Mayhew
- 1948:Apartment for Peggy - Peggy
- 1949:A Letter to Three Wives - Deborah Bishop
- 1949:The Fan - LadyMargaret 'Meg' Windermere
- 1949:Pinky - Patricia 'Pinky' Johnson
- 1950:Cheaper by the Dozen - Ann Gilbreth
- 1951:Take Care of My Little Girl - Liz Erickson
- 1951:People Will Talk - Deborah Higgins
- 1951:The Model and the Marriage Broker - Kitty Bennett
- 1952:Belles on Their Toes - Ann Gilbreth
- 1952:O. Henry's Full House - Della
- 1953:Dangerous Crossing - Ruth Stanton Bowman
- 1953:Vicki - Jill Lynn
- 1953:City of Bad Men - Linda Culligan
- 1954:Duel in the Jungle - Marian Taylor
- 1955:Man Without a Star - Reed Bowman
- 1955:Gentlemen Marry Brunettes - Connie Jones/Mitzi Jones
- 1956:The Second Greatest Sex - Liza McClure
- 1956:The Fastest Gun Alive - Dora Temple
- 1957:The Tattered Dress - Diane Blane
- 1957:The Joker Is Wild - Letty Page
- 1959:Meet Me in St. Louis - Rose Smith
- 1960:Guns of the Timberland - Laura Riley
- 1961:Twenty Plus Two - Linda Foster
- 1961:Nefertiti, regina del Nilo - Nefertiti
- 1962:Madison Avenue - Peggy Shannon
- 1962:Ponzio Pilato - Claudia Procula
- 1962:His Model Wife - Jeanne Lauren
- 1963:Col ferro e col fuoco - Helen
- 1967:Hot Rods to Hell - Peg Phillips
- 1971:The Night God Screamed - Priestersvrouw
- 1972:Skyjacked - Mrs. Clara Shaw

- Bibsys: 99003344
- Biblioteca Nacional de España: XX1147326
- Bibliothèque nationale de France: cb138928146 (data)
- Catàleg d'autoritats de noms i títols de Catalunya: 981058509229206706
- CiNii: DA14382277
- Gemeinsame Normdatei: 1020466685
- International Standard Name Identifier: 0000 0000 8136 0796
- Library of Congress Control Number: no97005842
- MusicBrainz: 7a9a8c52-667a-4884-949d-be9aeca8bc54
- Nationale Bibliotheek van Tsjechië: xx0156255
- Nationale Bibliotheek van Israël: 987007322372205171
- Nederlandse Thesaurus van Auteursnamen: 110011570
- SNAC: w6s80445
- Système universitaire de documentation: 076027023
- Virtual International Authority File: 56795763
- WorldCat: E39PBJw8VdcVmtDJgmK7PbWdQq